# アヴィアティラニス
アヴィアティラニス（学名:Aviatyrannis）は、ティラノサウルス上科の獣脚類の肉食恐竜の属。後期ジュラ紀キンメリッジアン期に生息し、ポルトガルで発見された。アビアティラニスと表されることもある。

## 発見と歴史
2000年、Oliver Walter Mischa Rauhut がポルトガルのレイリア近郊の Camadas de Guimarota の褐炭鉱山でのティラノサウルス上科の化石の発見を報告し、彼はそれをストケソサウルスに分類した。彼は2003年に標本の見直しを行って独立した属を設立し、模式種をアヴィアティラニス・ジュラシッカと命名し記載した。学名の意味は「ジュラ紀に由来する暴君の祖母」を意味する。属名は「祖母」を意味するラテン語の avia と「暴君」を意味する tyrannus の属格と推測される tyrannis に由来し、種小名は「ジュラ紀」にちなむ。
ホロタイプ標本 IPFUB Gui Th 1 は約1億5500万年前にあたるキンメリッジアン前期の Alcobaça 層で発見された。Rauhut は右の腸骨断片 IPFUB Gui Th 2 と右の坐骨 IPFUB Gui Th 3 もアヴァティラニスのものとして2003年に記載した。これらの標本はわずかに大型の個体のものである。さらに前上顎骨の3本の歯 IPFUB GUI D 89-91 と上顎骨と歯骨の13本の歯 IPFUB GUI D 174-186 の計16本の独立した歯もアヴィアティラニスのものとされた。これらはかつて Jens Zinke により1998年に既に記載されたものであるが、Rauhut はストケソサウルスに分類されている数々の化石は実際にはアヴィアティラニスの化石の可能性があると考えていた。

## 形態

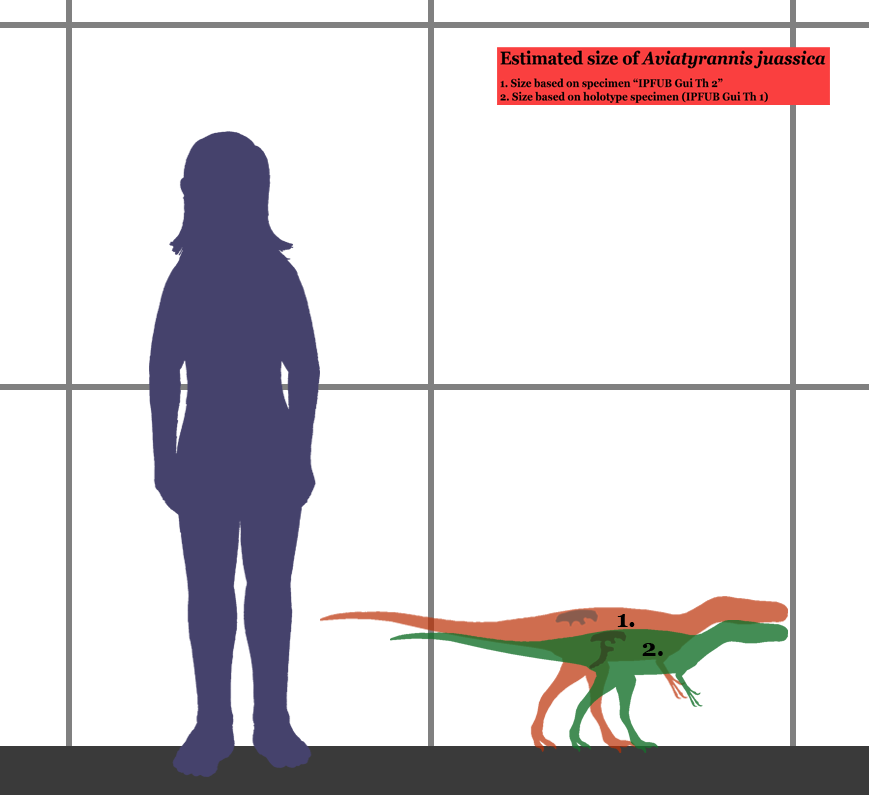
アヴィアティラニスの推定される体躯

他のティラノサウルス上科と同様に、アヴィアティラニスは極めて小型の二足歩行の捕食動物だった。例を挙げると、ホロタイプ標本 IPFUB Gui Th 1 はわずか19センチメートルの腸骨であり、幼体のものである可能性がある。2010年にグレゴリー・ポールはアヴィアティラニスを全長1メートル、体重5キログラムと推定した。腸骨は長く伸びて低く、臀部の関節の上に位置する外側のブレード状の表面にあるティラノサウルス上科に典型的な垂直の隆起に付随する。前上顎骨の歯の断面はD字型である。上顎骨と歯骨の歯は長く、先端部付近でのみ湾曲し、両端に鋸歯構造が備わっていた。これらの歯の根元の断面は円形で、歯冠の頂点はより平らだった。

## 分類
Rauhut は2003年にアヴィアティラニスを基盤的なティラノサウルス上科に分類した。アヴィアティラニスはこれまでに発見されたティラノサウルス上科の中で最も古い属の1つであり、最古のものはプロケラトサウルスあるいはイリオスクスである。
2023年のティラノミムスの記載論文においては、オルニトミモサウルス類である可能性が指摘された。